# Суньер, Жоаким
Жоаким Суньер-и-де-Миро (кат. Joaquim Sunyer i de Miró; 20 декабря 1874[…], Сиджес — 1 ноября 1956[…], Сиджес) — каталонский художник и график. Один из крупнейших представителей новесентизма в живописи.

## Жизнь и творчество
Жоаким Суньер свои первые уроки в живописи и рисовании получил от своего дяди, Жоакима Миро. Когда мальчику исполнилось 15 лет, его семья переезжает в Барселону, где он поступает в барселонскую Школу искусств (Escola de la Llotja Barcelona). Здесь юный Жоаким обучается вместе с такими в будущем мастерами, как Жоаким Мир, Хоакин Торрес Гарсия и Исидре Нонель. После окончания Школы художник выставляет свои работы на барселонской выставке изящных искусств (Exposición de Bellas Artes Barcelona) 1896 года. В том же году Жоаким Суньер для продолжения своего художественного образования уезжает в Париж, где поначалу следует канонам неоимпрессионизма, пишет многочисленные пейзажи и портреты. Многолетнее пребывание в Париже сводит близко этого художника с Пабло Пикассо, Амедео Модильяни и Альбером Марке. Также во время пребывания во Франции Жоаким Суньер совершает учебные краткие поездки в Италию.
Полотна Жоакима Суньера весьма часто посвящены средиземноморской тематике, они солнечны, ярки и многокрасочны. В 1911 году художник возвращается в Каталонию и с тех пор живёт и работает — вплоть до своей кончины в 1956 году — в своём родном доме в Сиджесе. Среди близких друзей художника следует назвать писателей и поэтов Жоана Марагаля, Эужени д’Орса и Жоана Сальвата. Они познакомили Ж.Суньера с каталонским национальным движением Каталонская солидарнось (Solidaritat Catalana), под идейным воздействием которого возникает культурное течение новесентизм, проявившимся в каталонской живописи в первую очередь через полотна Суньера. Эти работы художника отмечены гарманией изображения, спокойными и ясными линиями рисунка, которые в оценке самого мастера имеют преимущество по сравнению с многоцветностью красок. Подписывал он эти работы всегда одинаково и просто — Sunyer. Картины кисти Жоакима Суньера можно видеть не только в испанских и каталонских музеях, но и в крупнейших мировых собраниях живописи.

## Дополнения
- Joaquím Sunyer in Enciclopèdia Catalana

## Галерея
- Две сестры (1916)
- Три обнажённые в лесу (1913—1915)

1. 1 2  de Vallescar F. F. Joaquim Sunyer (i de Miró) // Sunyer (i de Miró), Joaquim (англ.) // Grove Art Online / J. Turner — Oxford, Basingstoke, New York City: OUP, 2018. — doi:10.1093/GAO/9781884446054.ARTICLE.T082358
2. 1 2  varios autores Joaquín Sunyer de Miro // Diccionario biográfico español (исп.) — Real Academia de la Historia, 2011.